# 天主教波特蘭教區
天主教波特蘭教區（拉丁語：Diocesis Portlandensis）是美國一個羅馬天主教教區，屬波士頓總教區。
範圍包括緬因州全州，教座位於該州最大城市波特蘭。2010年有教友203,000人、66個堂區、179名司鐸。現任教區主教為理查德·J·馬龍。
1853年7月29日教區成立。